# Anomogenes
Anomogenes là một chi bướm đêm thuộc họ Geometridae.

## Các loài
- Anomogenes morphnopa Turner, 1932